# Митотоксин
Митотоксин (на латински: Maitotoxin) е токсин, който причинява цигуатерно ciguatera отравяне. Митотоксините са именовани от рибата Ctenochaetus striatus – наречена maito в Таити от която токсина е бил изолиран за първи път.
Терминът произлиза от гръцката дума micos (гъба) и латинската toxicym (отрова). Въведен е през 1962 г. в резултат на необичайна ветеринарна криза.
Токсичността на митотоксина спрямо мишките е най-висока от всички непротеинови токсини: LD50 (половин летална доза) е 50 ng/kg. Митотоксина индуцира навлизането на Ca2+ (Калциевите катийони) в клетъчната мембрана когато неговата концентрация е нано-молове до пико-молове, и в по-ниски концентрации от пико-молове, митотоксина стимулира разграждането на иноситол-фосфат. Механизма на действие все още е неизяснен.
Молекулната формула на Митотоксина е C164H256O68S2Na2, молекулното тегло – 3422: това е най-големият естествен продукт измежду съединенията, на който не е добре известна структурата – като на протеините и полизахаридите. Митотоксина включва 32 етерни пръстена, 22 метилови, 28 хидроксилни и 2 естера на сярната киселина.